# جام حذفی فوتبال ایتالیا ۹۹–۱۹۹۸
جام حذفی فوتبال ایتالیا ۹۹–۱۹۹۸ پنجاه و دومین فصل از رقابت‌های کوپا ایتالیا بود. در پایان این دوره باشگاه فوتبال پارما با شکست باشگاه فوتبال فیورنتینا برای دومین بار قهرمان کوپا ایتالیا شد.